# Janina Janiszewska
Janina Janiszewska (ur. 1899 w Nowym Sączu, zm. 1985 we Wrocławiu) – polska parazytolog.

## Życiorys
Od 1928 studiowała nauki biologiczne na Uniwersytecie Jagiellońskim, w 1932 ukończyła studia i uzyskała dyplom nauczyciela szkół średnich. W 1934 została doktorem filozofii nauk biologicznych i została starszym asystentem w Katedrze Zoologii UJ w Krakowie, Podczas II wojny światowej pracowała jako konserwator i adiunkt w Muzeum Zoologicznym przy Katedrze Zoologii UJ. W 1945 wyjechała do Wrocławia, gdzie uczestniczyła w organizowaniu Uniwersytetu i Politechniki, a następnie pełniła tam funkcję adiunkta w Katedrze Zoologii i Parazytologii Wydziału Medycyny Weterynaryjnej. W 1950 została kierownikiem Muzeum Zoologicznego Uniwersytetu Wrocławskiego, w 1952 habilitowała się, a w 1954 została profesorem nadzwyczajnym. W 1962 objęła stanowisko kierownika Zakładu Parazytologii Ogólnej w Instytucie Zoologicznym Uniwersytetu Wrocławskiego, w 1966 została profesorem zwyczajnym. W 1970 przeszła na emeryturę. Pochowana na Cmentarzu św. Wawrzyńca we Wrocławiu. 

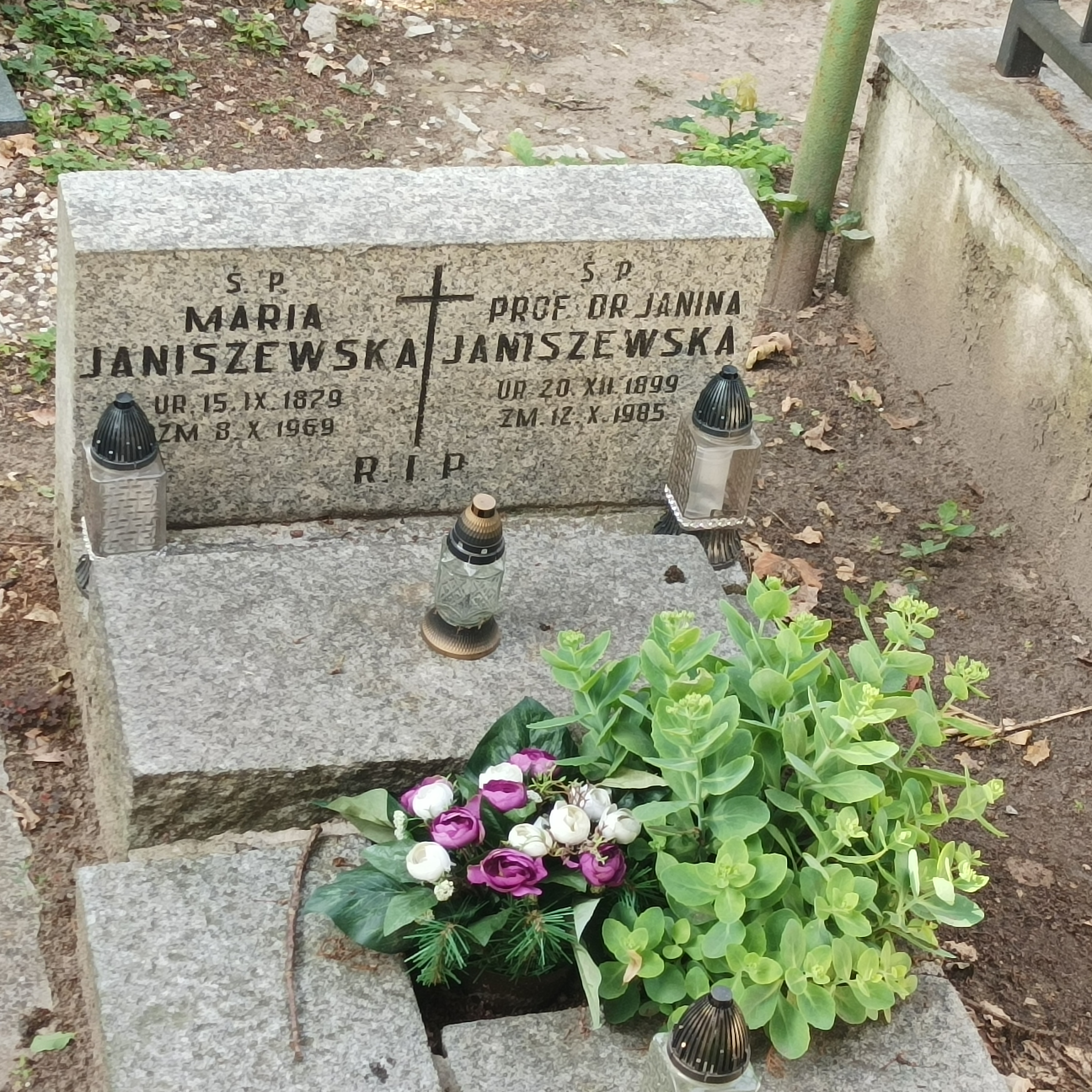
Grób prof. Janiny Janiszewskiej na cmentarzu św. Wawrzyńca we Wrocławiu

## Nagrody i odznaczenia
- Nagroda za prace naukowe Ministerstwa Szkolnictwa Wyższego (1955);
- Medal 10-lecia Polski Ludowej (1955);
- Nagroda Rektora za całokształt prac związanych z organizacją i rozbudową Muzeum Zoologicznego (1959);
- Odznaczenie Budowniczych Wrocławia (1960);
- Medal Komisji Edukacji Narodowej (1969);
- Krzyż Kawalerski Orderu Odrodzenia Polski (1970).